# Acacia denticulosa
Acacia denticulosa é uma espécie de leguminosa do gênero Acacia, pertencente à família Fabaceae.